# Magyar szélsőjobboldal

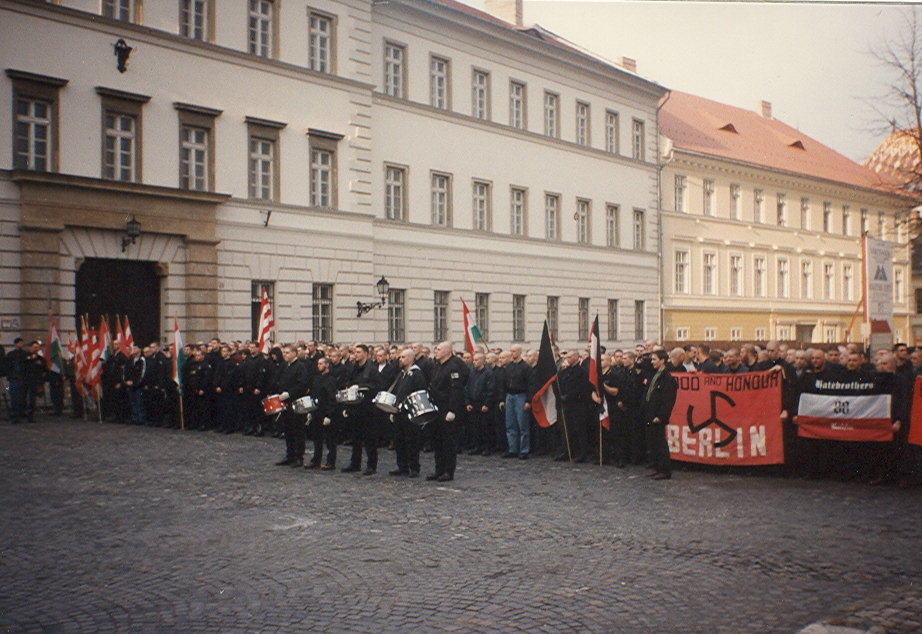
Az 1998-as becsület napja megemlékezés

A magyarországi szélsőjobboldal a magyar politikai spektrum azon szereplőire használt kifejezés, akik a jobbközép pártokkal, illetve a nemzeti radikálisokkal sok kérdésben egyetértve, de azoktól egyben el is határolódva jóval szélsőségesebb, agresszívabb nézeteket vallanak.

## Történelme

### 1945 előtt
A modern értelemben vett szélsőjobboldal kialakulása (az emberek rasszonkénti csoportosítása és ezek egyedi „felcímkézése”) a 19. század utolsó harmadára esett Magyarországon, de az uralkodó  (konzervatív) politikai osztály programjába csak 1919 után épült be (lásd: numerus clausus és a holokausztba torkolló három zsidótörvény). A Horthy-korszak alatt először Gömbös Gyula miniszterelnök politikájában jelent meg a modern értelemben vett szélsőjobboldali gondolkodás (lásd: Fajvédő Párt), majd halála után kisebb pártok és csoportok, például a Nyilaskeresztes Párt vitte tovább az ideológiát.

### 1945-1990 között
A második világháborút lezáró párizsi békeszerződés előírta a fasiszta illetve náci, valamint az azokkal szimpatizáló szervezetek betiltását.

„Magyarország, amely a Fegyverszüneti Egyezmény értelmében intézkedett magyar területen minden fasiszta jellegű politikai, katonai avagy katonai színezetű szervezetnek, valamint minden olyan szervezetnek feloszlatása iránt, amely az Egyesült Nemzetekkel szemben ellenséges propagandát, ideértve a revizionista propagandát, fejt ki, a jövőben nem engedi meg olyan e fajta szervezeteknek fennállását és működését, amelyeknek célja az, hogy megfossza a népet demokratikus jogaitól.”

–  1947. évi XVIII. törvény a Párizsban 1947. évi február hó 10. napján kelt békeszerződés becikkelyezése tárgyában; 4. cikk

A békeszerződés tartalma azonban már többször is meg lett kerülve. Például bár a 12. cikk a magyar haderő létszámát 65 000 főben maximálta, de a szocializmus alatt mégis mintegy 300 000 fős hadsereget tartott a Magyar Népköztársaság.
A magyarországi kommunizmus időszakában minden olyan politikai nézetet üldöztek államilag, amely a pártállam ideológiájától eltért, így a szélsőjobboldalét is.
Kisebb bőrfejű csoportok már az 1980-as évek óta léteztek; ezek sajátos városi szubkultúrát alakítottak ki, és elsősorban a Magyarországon tanuló külföldi színes bőrű diákok elleni erőszakkal hívták fel magukra a figyelmet.

### 1990 után
A rendszerváltás után nem sokkal nyíltan megjelentek a szélsőjobboldali szervezetek, megindult az addig tiltott antiszemita könyvek, például a Cion bölcseinek jegyzőkönyvei kiadása. A megjelenő szélsőjobboldali irányzatok azonban hamar elkülönülést mutattak a hagyományos jobbközép és nemzeti radikális irányzatoktól.
A kisebb bőrfejű csoportok (például Hungaria Skins) mellett említést érdemel az Ausztráliából érkezett Szabó Albert vezette Világnemzeti Népuralmista Párt, amely a Blaha Lujza téren tartott látványos felvonulásaival keltett médiafeltűnést és megbotránkozást.
A 2000-es évek elején a Vér és Becsület Kulturális Egyesület köré tömörültek a bőrfejűek, ám a szervezetet 2005-ben betiltották. A bölcsészhallgató Bácsfi Diána is a média érdeklődésébe került Szálasi Ferencet dicsőítő kijelentéseivel és a nyilaskeresztes önkényuralmi jelképeket használó plakátkampányával, ám egy egyetemi fegyelmi után visszavonult. A többi szélsőjobboldali csoport - köztük a Vér és Becsület - a Bácsfi Diána-féle szervezetet műbalhénak, a kormány vagy a Nemzetbiztonsági Hivatal részéről jövő provokációnak tartotta.
2004. január 11-én nagy feltűnést keltett, hogy a Tilos Rádió ellen tüntetők izraeli zászlót égettek, miután a rádió egyik munkatársa a 2003. karácsony esti rádióadásban úgy fogalmazott, hogy „kiirtanám az összes keresztényt”. 2006-ban indult a Kuruc.info weblap, amelynek nevéhez több, nagy feltűnést keltő provokáció kapcsolódik. Szélsőjobboldaliak is részt vettek a 2006-os őszi tiltakozásokban, a média velük kapcsolatban hangsúlyozta ki a feltűnően skinhead szubkultúrához köthető személyek tömeges jelenlétét a tüntetéseken.
A közvélekedés jelentős részben a radikális jobboldalt a szélsőjobboldal részének tekintik, és a „radikális” és a „szélsőséges” szavakat gyakran szinonimaként használják. Maguk a „radikálisok” ezt élesen elutasítják, mert ez az értékelés összemossa és egy kalap alá veszi őket a neonáci szervezetekkel. A radikálisok egységes véleménye, hogy szélsőjobboldalinak csak a neonáci szervezeteket kell minősíteni. A neonáci, hungarista szervezetek is kinyilvánítják elkülönültségüket a nemzeti radikálisoktól. Magyarországon a neonáci vagy a fasiszta ideológiát nyíltan felvállaló csoportok száma és súlya csekély. Lánczi András 2006-ban  a MIÉP-et például nem tekintette szélsőjobboldalinak, és úgy vélte Magyarországon nincsen szélsőjobboldali párt. 2007 decemberében viszont Sólyom László, a Magyar Köztársaság elnöke úgy látta, hogy a magyar radikális jobboldal a szélsőjobboldal része, a „radikális” és a „szélsőséges” kifejezéseket szinonimaként használta.
A helyzet 2002 óta drasztikusan megváltozott. Egyrészt 2002-ben még a politikai és civil csoportosulásokat egészen más vizuális környezet vette körül (az internet elterjedése a 2000-es évek közepén következett be ugyanis Magyarországon), másrészt a 2000-es évek közepe óta az értelmiség és a politikusok egy része nem a MIÉP-et tekinti elsődlegesen szélsőjobboldali pártnak, hanem a Jobbik Magyarországért Mozgalom pártot. Mivel a nagyközönség a bírói döntések szövegét nem ismeri széles körben, ezért  mindkét politikai oldal más következtetést von le a döntésekből.
A kétezres évek végén a magyar szélsőjobboldali szervezetek körében felerősödtek a zsidógyűlölő és rasszista érzelmek. A szélsőjobboldal tagjai hevesen tagadják a holokausztot, a nácizmus bűneit, méltatják Szálasi Ferencet, Adolf Hitlert, valamint más náci és fasiszta vezetőket, erősen Izrael elleni álláspontokat képviselnek, egyebek között véleményük szerint Izrael világuralomra tör, s közvetlenül fenyegeti Magyarországot, ezért célozzák az ország teljes megsemmisítését, kiállnak továbbá egyes terrorizmust támogató arab szervezetek, vagy országok, illetve az Izrael-ellenes Irán mellett, amellyel szorosabbra fűznék a kapcsolataikat.

### 2010 után
A Jobbik mérsékeltebb, jobbközép pozícióba mozdulását követően a belőle kivált, majd 2018-ban megalakult Mi Hazánk Mozgalom vette át a szerepét. A Fidesz 2010-es hatalomba visszatérése óta a kritikusai szerint a párt fokozatosan a jobboldali alapállásból a "szélsőjobboldal felé tolódott”, amely eltolódást a „szélsőséges bevándorlásellenes kampányai”, a „demokrácia elemeinek fokozatos lebontása”, valamint „nemzeti” politika jellemez. A Tusványoson 2014-ben kifejtett „illiberális demokrácia” megvalósítása miatt néhányan szélsőjobboldalinak tartják. Ezzel szemben Orbán Viktor szerint „az illiberális demokrácia az, amikor nem a liberálisok nyernek.” 2024-ben a Fidesz az EP-ban a jobboldali–szélsőjobboldali Patrióták Európáért nevű képviselőcsoporthoz csatlakozott.

### Hatósági döntések
A Jobbik 2013-ban úgy vélte, hogy egyes televíziócsatornák megsértették a Médiatörvényt, amely szerint a „médiaszolgáltató hírszolgáltatást és politikai tájékoztatást nyújtó műsorszámaiban műsorvezetőként, hírolvasóként, tudósítóként rendszeresen közreműködő munkatársai bármely médiaszolgáltató által közzétett műsorszámban szereplő politikai hírhez véleményt, értékelő magyarázatot – kivéve a hírmagyarázatot – nem fűzhetnek”. A Nemzeti Média- és Hírközlési Hatóság (NMHH) Médiatanácsa megállapította, hogy a jogszabály „korlátozza a véleményeknek, értékelő magyarázatoknak a közzétett hírekhez való hozzáfűzését”. Ezért hírműsorokban nem lehet a véleményt, értékelést kifejező „szélsőséges” jelzőt használni a Jobbikkal kapcsolatban sem.
2016-ban a Fővárosi Közigazgatási és Munkaügyi Bíróság úgy döntött, hogy lehet hírműsorban „szélsőjobboldalinak” nevezni a Jobbikot, mivel a „szélsőjobboldali” kifejezést nem csak a szélsőséges irányzatokra szokták használni a napi politikában. „Ha a saját alapító nyilatkozata által is elismerten radikális jobboldali pártot egy híradásban szélsőjobboldaliként azonosítva neveznek meg, nem jelenti azt, hogy ezzel véleményt formálnak róla”. A Jobbik a Kúriánál támadta meg a döntést, ahol számára kedvezően ítéltek. Végül 2016 decemberében az Alkotmánybíróság is helybenhagyta a Kúria és a Médiatanács döntését.